# Obwód Stołpce Armii Krajowej
Obwód Stołpce – jednostka terytorialna Związku Walki Zbrojnej, a następnie Armii Krajowej. 
Operowała na terenie powiatu stołpeckiego. Nosiła kryptonim „Słup”.
W 1944 podlegał komendantowi Inspektoratu „C” Południe (Baranowicze) Okręgu Nowogródek AK.
Obwód Stołpce wchodził wraz z Obwodem Nowogródek w skład Inspektoratu Rejonowego Środkowego Okręgu Nowogródek.
Komendantem Obwodu był ppor. Aleksander Warakomski ps. „Świr”.